# Болгарская щиповка
Щиповка болгарская (лат. Sabanejewia bulgarica) — лучепёрая рыба семейства вьюновых.

## Описание
Число темных пятен: на спине 5—10, на боках 4—9 (10). Наибольшая длина тела 8,5—9 см, масса 5—5,5 г. Продолжительность жизни 4-5 лет. Тело удлиненное, уплощенное с боков, невысокое, плотно покрыто очень мелкой чешуей, которая отсутствует на голове. Под каждым глазом есть выдвижная костная острая колючка, которая иногда частично или полностью скрытая в коже. В хвостовом плавнике обычно 12 разветвленных лучей, изредка их 11 или 13. Хвостовой стебель относительно длинный, тонкий, на верхнем его стороне есть невысокий кожистый киль, а на нижней стороне киль отсутствует или менее развитый чем на верхнем. Общий фон окраски желтовато-коричневатый или сероватый. Спина желтовато-серая, бока светлые, нижняя часть головы и туловища и брюхо желтые, серые или беловатые. На спине довольно большие темно-коричневые пятна. Такие же, достаточно большие, прямоугольные, размыто-овальные или округленные пятна есть на боках тела иногда пятна сливаются по 2—3, но, как правило, никогда не образуют сплошную темную полосу, а промежутки между ними без темной пигментации. Выше этих пятен, до пятен на спине, тело покрыто немногочисленными мелкими темными, коричневатыми пятнами-точками, которые предоставляют рисунке мраморности, или они отсутствуют, как и ниже больших пятен При основании хвостового плавника 2 поперечные темные пятна, которые иногда сливаются в одну сплошную полоску. На голове, от глаза до конца рыла, зачастую размыта темная полоска. Плавники желтоватые или серые, спинной и хвостовой с несколькими рядами темных точек-штрихов.

## Ареал
Распространение вида: бассейн Дуная (отмечен от устья до Братиславы).

## Биология
Биология изучена недостаточно. Пресноводная речная донная жилая рыба, обитает на участках с чистой проточной водой, реже встречается в чистых стоячих пойменных озерах. Предпочитает прибрежные участки с умеренным течением и плотным песчаным, песчано-галечным или несколько заиленным каменистым грунтом, где держится в одиночку, реже по 2—3 особи в одном укрытии. Прячется среди камней, под различными донными предметами и среди растительности, изредка закапывается в грунт. Половой зрелости достигает на 2—3-м годах жизни при длине тела более 6 см. Размножение в апреле — июле. Плодовитость рыб длиной 6,7—7,6 см составляла 1,9—3,4 тысяч икринок. Нерест порционный, идёт в прибрежной зоне. Питается детритом, личинками насекомых, ракообразными планктона.